# Ohrkerze

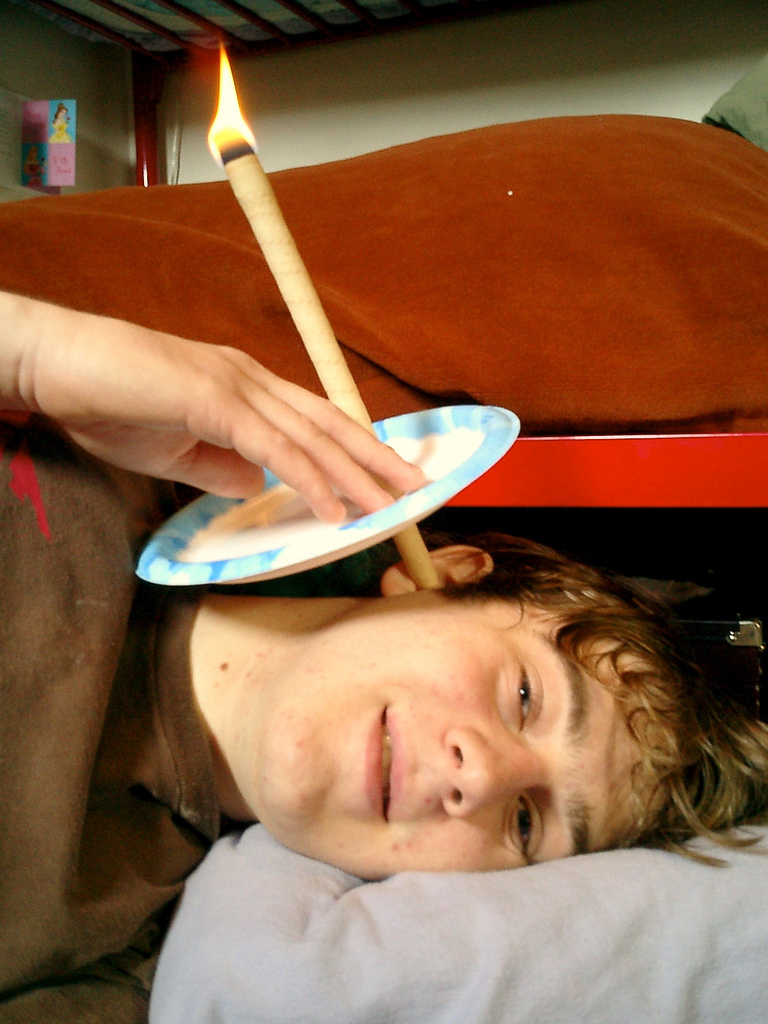
Selbstanwendung einer Ohrkerze

Als Ohrkerzen (oder auch Ohrenkerzen) werden Hohlkerzen bezeichnet, die laut Hersteller für die Ohrreinigung eingesetzt werden können. In Deutschland werden sie seit etwa 1990 angeboten. Dass die Kerzen eine reinigende Wirkung haben, ist weder physikalisch noch chemisch zu begründen. Dass die Kerzen eine therapeutische Wirkung haben, gilt daher als „unplausibel und nachweislich falsch“.

## Anwendung
Ohrkerzen sind hohl und 20 bis 30 cm lang, manchmal trichterförmig, und bestehen aus Bienenwachs, ätherischen Ölen, Gaze und pulverisierten Pflanzenteilen, auch Baumwolle. Das untere Ende ist manchmal von einer dünnen Aluminiumfolie umwickelt. Einige Hersteller verarbeiten im unteren Teil der Ohrkerze einen Filter. Bei der Anwendung liegt die Person auf der Seite. Die Ohrkerze soll mit einer drehenden Bewegung ohne Druck senkrecht in ein Ohr gesteckt werden, so dass der Gehörgang luftdicht verschlossen ist. Dann wird die Kerze angezündet. Diese Form der Anwendung soll einen Reinigungseffekt durch Wärmeeintrag in den Gehörgang bewirken, wodurch das Ohrenschmalz ein wenig weicher werden soll. Angeblich wird bei der Verbrennung auch ein Sog erzeugt, wodurch sie Ohrenschmalz und vermutete Giftstoffe im Körper entfernen sollen.

## Gesundheitliche Risiken
Durch geschmolzene Wachstropfen können Verbrennungen im Gehörgang entstehen, auch von Trommelfellverletzungen wird berichtet. Unter anderem die US-Gesundheitsbehörde rät daher von der Verwendung ab und hat 2013 ein Importverbot erlassen, da es sich um ein Medizinprodukt handle, das gefährlich sei und keine belegte Wirkung habe.
Ohrenkerzen werden mit diversen therapeutischen Effekten beworben, beispielsweise sollen sie zur Linderung von Ohr- und Nasennebenhöhlenbeschwerden, Rhinitis, Sinusitis, Leimohr, Erkältungen, Grippe, Migräne oder Tinnitus dienen. Hierfür gibt es keinen Nachweis. Im Zusammenhang mit einer Klage wegen unlauteren Wettbewerbs urteilte das Landgericht Frankfurt am Main am 7. Februar 2007 (Aktenzeichen 2-06 O 218/06): „Die Bewerbung von Hopi-Kerzen […] als Therapiemittel […] ist zur Irreführung geeignet, da sich derlei Wirkungsbehauptungen nicht auf eine hinreichende wissenschaftliche Absicherung stützen können.“
Falls die Ohrenschmalzdrüsen übermäßig viel Ohrenschmalz bilden, empfehlen HNO-Ärzte, dieses im Turnus von rund drei Monaten professionell von einem Arzt entfernen zu lassen.

## „Hopi“-Kerzen
Obwohl solche Kerzen auch unter der Bezeichnung „Hopi“-Kerzen vermarktet werden, stammen sie nicht vom Stamm der Hopi und stehen auch mit keinem anderen indigenen Stamm in Verbindung.